# Bill Kreutzmann
William Kreutzmann Jr. (/ˈkrɔɪtsmɑːn/ KROYTS-mahn; Palo Alto, 7 de maio de 1946) é um baterista americano. Ele tocou com a Grateful Dead por toda a sua carreira de trinta anos, geralmente ao lado do baterista Mickey Hart, e continuou a se apresentar com ex-membros da Grateful Dead em várias formações e com suas próprias bandas BK3, 7 Walkers e Billy & the Kids.

## Primeiros anos

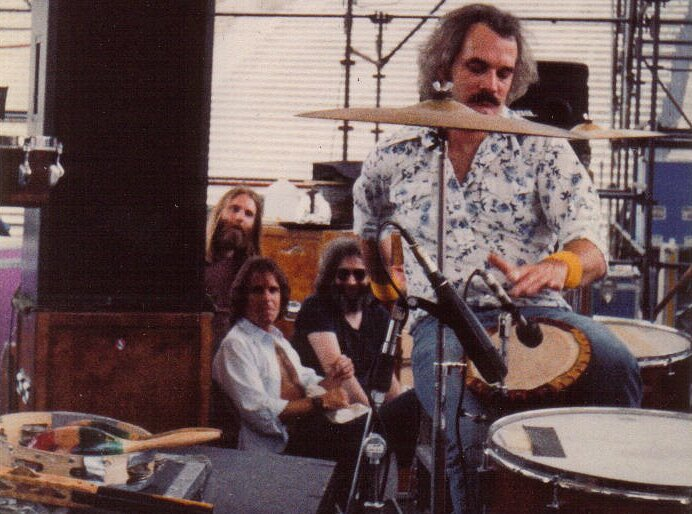
Bill Kreutzmann, tocando um tambor falante. Os membros da banda Grateful Dead, Brent Mydland, Bob Weir e Jerry Garcia (da esquerda para a direita) estão em segundo plano.

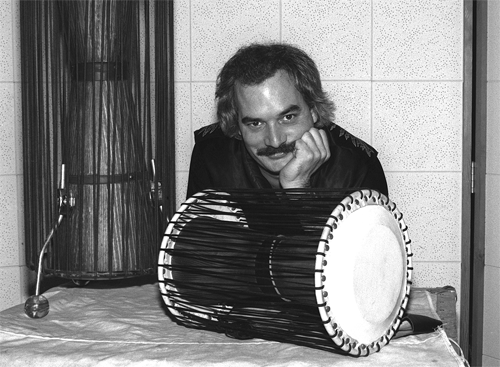
Kreutzmann com um tambor falante, 1982

Kreutzmann nasceu em Palo Alto, Califórnia, filho de Janice Beryl (née Shaughnessy) e William Kreutzmann Sr. Seu pai era descendente de alemães. Seu avô materno foi o treinador e inovador de futebol Clark Shaughnessy.
Kreutzmann começou a tocar bateria aos treze anos. No começo, ele praticou com uma bateria de Slingerland emprestada a ele. Quando adolescente, praticando bateria sozinho em um grande prédio de sua escola, Aldous Huxley e outro homem entraram. Huxley disse a Bill que nunca tinha ouvido nada parecido e o encorajou em sua bateria — apesar do fato de Bill ter sido informado por seu professor de música da sexta série que ele não conseguia acompanhar o ritmo. Kreutzmann continuou a praticar bastante. Seu primeiro entusiasmo foi pela música de Ray Charles e outros músicos de R&B. Ele explicou que mais tarde aprendeu algumas técnicas ou truques avançados com Mickey Hart.
Kreutzmann ouviu grupos de jazz em clubes quando encontrou uma oportunidade para um rapaz menor de idade entrar. Depois de ingressar no Warlocks (mais tarde chamado de Grateful Dead), o baixista Phil Lesh apresentou-lhe o trabalho de um dos melhores bateristas de jazz da época, Elvin Jones. Kreutzmann também se tornou um entusiasta do funk dos Meters.

## Grateful Dead
No final de 1964, Kreutzmann co-fundou a banda The Warlocks, junto com Dana Morgan Jr. (que logo foi substituída por Phil Lesh), Jerry Garcia, Bob Weir e Ron "Pigpen" McKernan. Seu primeiro show foi em 5 de maio de 1965, dois dias antes do décimo nono aniversário de Kreutzmann. Nos primeiros dias da banda, Kreutzmann às vezes usava um cartão falso com o nome "Bill Sommers" para ser admitido nos bares onde a banda tocava, desde que ele era menor de idade. Em novembro de 1965, os Warlocks se tornaram os Grateful Dead.
Conhecer o colega percussionista Mickey Hart no outono de 1967 teve um grande impacto na carreira de Kreutzmann. Hart logo se juntou à Grateful Dead, tornando-se uma das primeiras (e poucas) bandas de rock a apresentar dois bateristas. A combinação da música deles foi uma parte importante do som da banda e ganhou o apelido de "The Rhythm Devils" (o nome que Francis Ford Coppola lhes deu como brincadeira). Seus longos duetos de bateria foram uma característica de quase todos os shows de 1978 a 1995, e estão documentados em várias gravações pela banda.
Durante os anos 80, Kreutzmann formou e tocou com três outras bandas: The Billy Kreutzmann All-stars, Kokomo e Go Ahead, tocando principalmente em clubes da área da baía de São Francisco, embora a Go Ahead tenha feito viagens em 1986-87. Os All-Stars eram Kreutzmann, David Nelson, Larry Murphy, Sr. e Larry Murphy, Jr. Kokomo e Go Ahead apresentaram o tecladista da Grateful Dead Brent Mydland, David Margen tocou baixo para Kokomo e Go Ahead. Kevin Russell foi guitarrista da Kokomo.
Kreutzmann permaneceu com a Grateful Dead até sua dissolução após a morte de Jerry Garcia em 1995, tornando-o um dos quatro membros a tocar em cada um dos 2.300 shows da banda, junto com Garcia, Weir e Lesh.
Em 1994, Kreutzmann e os outros membros da Grateful Dead foram introduzidos no Salão da Fama do Rock and Roll.
Em 2007, eles ganharam um Grammy Lifetime Achievement Award.

## Pós-Grateful Dead

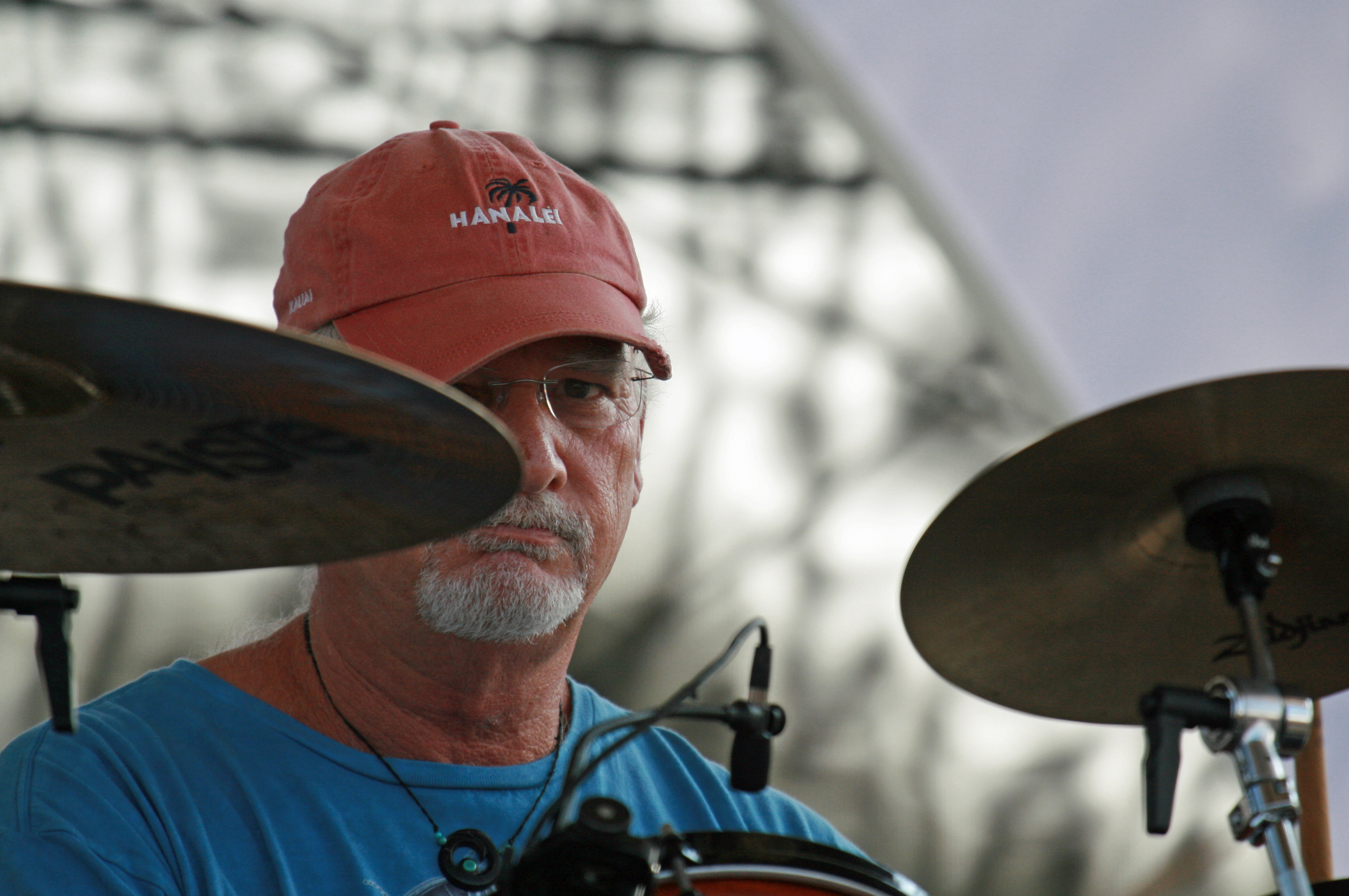
Bill Kreutzmann, Reunião das Vibrações, Bridgeport, CT.

O primeiro projeto musical pós-Grateful Dead de Kreutzmann foi Backbone, um trio com o guitarrista Rick Barnett e o baixista Edd Cook. Eles lançaram um álbum, Backbone, em 1998.
Em 1998, os ex-membros da Grateful Dead, Bob Weir, Phil Lesh e Mickey Hart formaram uma banda chamada The Other Ones, que tocou vários shows como parte do Furthur Festival. A banda não tocou ao vivo em 1999. Então, em 2000, Kreutzmann se juntou ao The Other Ones.
A banda, com Kreutzmann, excursionou em 2000 e 2002.
Em 2003, eles mudaram seu nome para The Dead. The Dead tocou vários shows ao vivo em 2003, 2004 e 2009. Kreutzmann colaborou com Neal Schon, Sy Klopps, Ira Walker e Ralph Woodson para formar o Trichromes em 2002. Eles lançaram um EP, Dice with the Universe, e um álbum, Trichromes.
Em 17 de dezembro de 2005, ele participou do 17.º Annual Warren Haynes Christmas Jam como baterista do SerialPod, um grupo que também incluía membros da Phish, Trey Anastasio e Mike Gordon.
Em 2006, Kreutzmann se uniu ao baterista Mickey Hart, da Grateful Dead, Mike Gordon, baixista do Phish Mike e Steve Kimock, ex-guitarrista do The Other Ones, para formar o Rhythm Devils. A banda apresenta músicas de suas respectivas bandas anteriores, bem como novas canções escritas pelo companheiro de composição de Jerry Garcia, Robert Hunter. O Rhythm Devils fez sua primeira turnê em 2006, que terminou no popular festival Vegoose em Las Vegas, Nevada, no fim de semana do Halloween. Em 2008, eles lançaram um DVD chamado The Rhythm Devils Concert Experience.
Em 2008, Bill Kreutzmann percorreu o leste dos Estados Unidos com o baixista Oteil Burbridge, da Allman Brothers Band, e o guitarrista Scott Murawski, de Max Creek, como BK3.
Em 2009, Oteil Burbridge foi substituído pelo ex-Neville Brothers e pelo baixista de Bonnie Raitt, James "Hutch" Hutchinson. Hutchinson havia se apresentado com Kreutzmann, Papa Mali e o tecladista Matt Hubbard no início do ano, em um show de Ano Novo em Haiku, na ilha de Maui. Alguns shows de 2009 também apresentaram a cantora e instrumentista da Donna the Buffalo, Tara Nevins. Em fevereiro de 2010, o trio fez vários shows com Burbridge novamente assumindo o papel de baixista. Em 2 de agosto de 2009, Kreutzmann tocou com Phish durante a maior parte do segundo set no Red Rocks Amphitheatre. Junto com outros membros do The Dead, ele também visitou a Casa Branca e se encontrou com o presidente Obama.
Em 2010, Kreutzmann formou uma nova banda, chamada 7 Walkers, com o guitarrista Papa Mali, o multi-instrumentista Matt Hubbard e o baixista Reed Mathis. Eles fizeram uma turnê pelo sul dos EUA na primavera de 2010, com George Porter Jr. tocando baixo enquanto Mathis fez uma turnê com o Tea Leaf Green.